# River Garry (River Tummel)
Der River Garry ist ein Fluss im schottischen Hochland in der Council Area Perth and Kinross. Der River Garry ist ein Angelgebiet, in dem vor allem Forellen gefangen werden können. 

## Verlauf
Die Quelle des Garry ist Loch Garry südlich des Pass of Drumochter. Der Fluss verlässt den See an dessen nördlichem Ende. Kurz nach dem Austritt aus dem See münden der Allt Coire Luidhearnaidh und der Allt Dubhaig in den Fluss. Danach fließt der Garry für 35 km nach Südosten, um circa drei Kilometer nördlich von Pitlochry in den River Tummel zu münden. 
Auf fast seiner gesamten Strecke fließt der River Garry durch das Glen Garry entlang der A9. Auf dieser Strecke nimmt er nach circa 20 km das Wasser des Errochty Water auf und passiert nach etwa 25 km den Ort Blair Atholl, wo der River Tilt in den River Garry mündet. Kurz vor der Mündung des Errochty Water fließt das Wasser des Garry über mehrere bei Touristen beliebte Wasserfälle.

## Weblinks

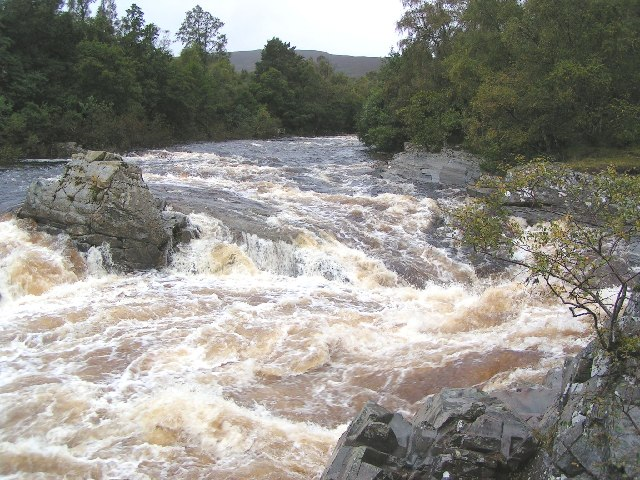
Die Stromschnellen im River Garry